# Takanomyia scutellata
Takanomyia scutellata là một loài ruồi trong họ Tachinidae.